# Rebekka Timmer

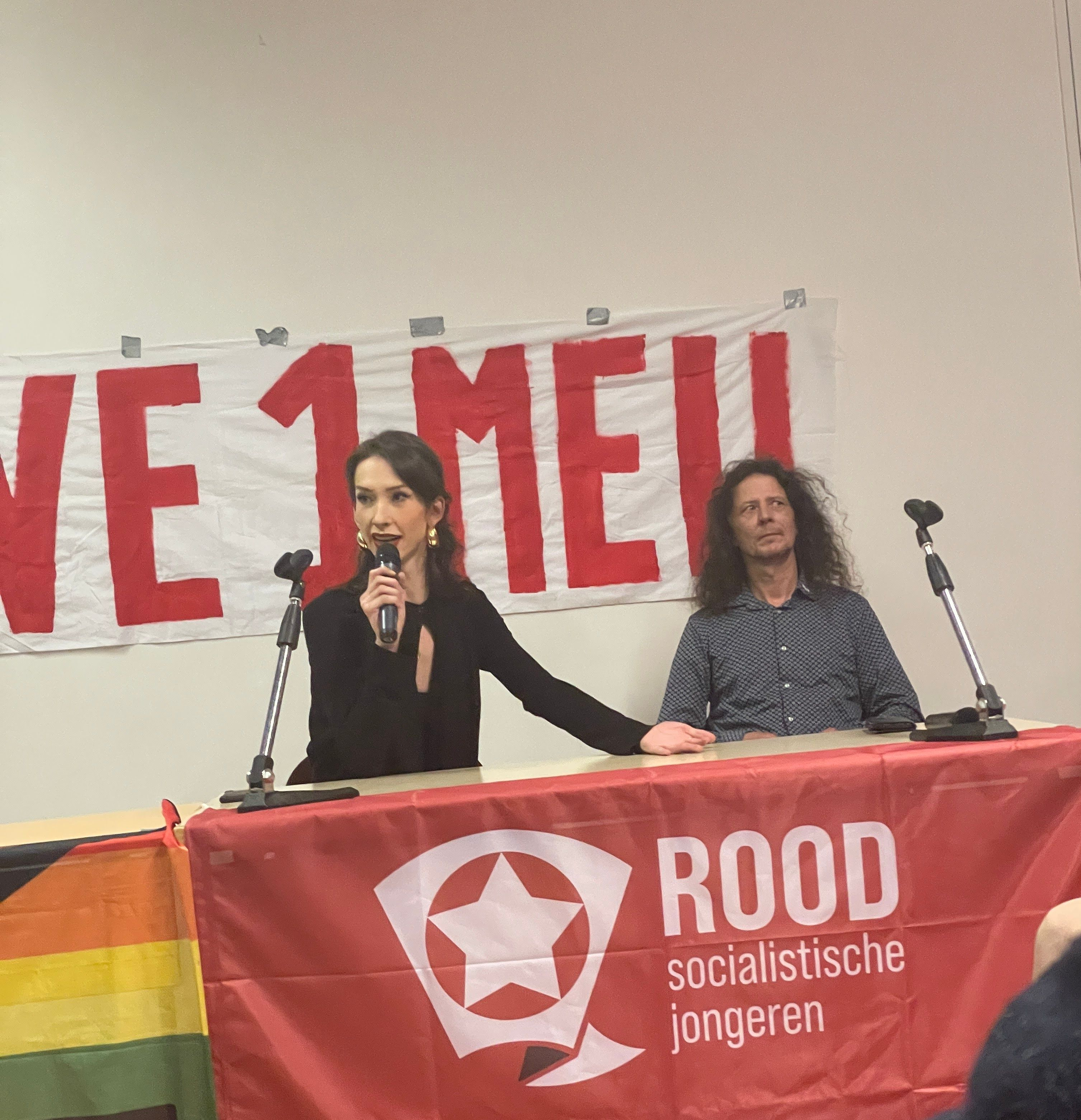
Rebekka Timmer (links) met Michel Eggermont op de 1 mei-bijeenkomst in 2023 van BIJ1, de Socialisten en ROOD

Rebekka Timmer (Hilversum, 1999) is een Nederlands activiste, communiste, oud-politica en voormalig partijvoorzitter van BIJ1 met een Indische achtergrond.

## Politiek

### SP (2012–2018)
Timmer werd op haar twaalfde actief voor de Socialistische Partij (SP) in Hilversum maar had toen nog geen politieke functies. Nadat ze als commissielid voor de Hilversumse gemeenteraad werkte werd ze op 18-jarige leeftijd bij de gemeenteraadsverkiezingen van 21 maart 2018 verkozen tot gemeenteraadslid voor de SP in Hilversum.
Als gemeenteraadslid sneed zij controversiële thema’s aan, zoals het steunen van een ruimer kinderpardon door de gemeenteraad van Hilversum en het schrappen van straatnamen die verwijzen naar het koloniale verleden. De controverse rondom haar persoon leverde haar lokaal de bijnaam ‘Rebella’ op. Ook nam zij geen blad voor de mond als het ging om het zorgbeleid in Hilversum en betichtte zij het Hilversumse college van burgemeester en wethouders van een 'YOLO-cultuur'. Samen met raadscollega Bianca Verweij bezette zij in oktober 2018 zelfs een ggz-instelling in Hilversum uit protest tegen de sluiting ervan.
In november 2018 kwam zij onder vuur te liggen toen zij een demonstratie tegen Zwarte Piet organiseerde in Hilversum.

### BIJ1 (2018-2023)
In november 2018 stapte Timmer over naar BIJ1, de partij die is opgericht door Sylvana Simons, na kritiek te hebben geuit op de landelijke lijn en het migratiestandpunt van de SP. Rondom haar afscheid in de gemeenteraad ontstond vervolgens enige onrust, nadat Timmer protesteerde tegen racistisch taalgebruik van burgemeester Pieter Broertjes in de raadsvergadering. In haar afscheidsspeech citeerde zij vervolgens voormalig lid van de Amerikaanse Black Liberation Army Assata Shakur en sloot zij af met de woorden: 'Tot de overwinning, altijd', verwijzend naar een motto van Che Guevara.
Op 8 juni 2019 werd zij verkozen tot landelijk bestuurslid bij BIJ1. Ruim een week later werd bekend dat zij door Simons was benoemd tot frontvrouw van de Hilversumse BIJ1-afdeling.
Timmer maakte deel uit van de programmacommissie van BIJ1 voor de Tweede Kamerverkiezingen 2021. Ook stond zij op de derde plaats van de kandidatenlijst van BIJ1, na lijsttrekker Sylvana Simons en de nummer 2 Quinsy Gario. Naar eigen zeggen is Timmer 'een overtuigd antikapitalist en antikolonialist'.
Voor de algemene ledenvergadering van juli 2022 stelde Timmer zich kandidaat voor het partijvoorzitterschap. Zowel de selectiecommissie als het bestuur van de Amsterdamse afdeling van BIJ1 uitten zich negatief over Timmers kandidatuur, terwijl enkele raadsleden uit diezelfde gemeente Timmer juist loofden. De enige tegenkandidaat, de toenmalige voorzitter Jursica Mills, die zich herkiesbaar had gesteld, trok haar kandidatuur een week voor de stemming in vanwege een 'toxische partijcultuur'. Hierdoor werd Timmer de enige kandidaat voor de voorzittersrol. Timmer werd op 2 juli 2022 gekozen tot partijvoorzitter van BIJ1 met steun van 74 procent van de leden. Op 1 september 2023 legde zij haar voorzitterschap neer en trok zich terug uit de politiek.